# Ákos Keller
Ákos Keller (Székesfehérvár, 28 marzo 1989) è un cestista ungherese.

## Carriera
Con l'Ungheria ha disputato due edizioni dei Campionati europei (2017, 2022).

## Palmarès
- Campionato ungherese: 9

Albacomp: 2012-13, 2016-17
Szolnok Olaj: 2013-14, 2014-15, 2015-16
Falco Szombathely: 2020-21, 2021-22, 2022-23, 2023-24
- Coppa d'Ungheria: 7

Albacomp: 2013, 2017
Szolnok Olaj: 2014, 2015
Falco Szombathely: 2021, 2023, 2025